# Échelle de couleur platine-cobalt
L’échelle de couleur platine-cobalt, également connue sous les noms d’échelle Pt-Co, échelle Hazen (d'après Allen Hazen, son inventeur) ou échelle APHA (de l' American Public Health Association) est une échelle de comparaison visuelle de la couleur des liquides clairs et transparents,,. Les deux premiers noms sont préférés aux deux autres. L'échelle va de 0 (eau distillée) à 500 (jaune clair) unités Hazen équivalents à parties par million de platine-cobalt dans l'eau. D'autres échelles, telles que l'échelle de couleur Saybold et l'échelle de couleur Gardner, peuvent être utilisées selon la clarté de l'échantillon.

## Histoire
Développée dans les années 1890 par le chimiste Allen Hazen (1869-1930), cette échelle de couleurs avait à l'origine pour but de faciliter la détermination de la qualité des sources d'approvisionnement en eau publiques. Depuis lors, d'autres utilisations ont été démontrées dans les industries chimiques, pharmaceutiques, des boissons, du plastique et du pétrole.

## Utilisation
L'échelle de couleur platine-cobalt permet de déterminer l'altération d’un liquide car le changement de sa couleur (en général un jaunissement) peut être le signe d’une contamination, d’une impureté de ce liquide ou d’une dégradation due à un vieillissement dans le temps.
L’échelle de couleur platine-cobalt est utilisée pour :
- les solvants organiques halogénés et leurs mélanges[5] ;
- les hydrocarbures aromatiques solides fondus[6] ;
- les solutions aqueuses de certaines molécules.

## Mesure
La mesure peut être réalisée par une comparaison visuelle avec des solutions de platine-cobalt dans l'eau ou par mesures instrumentales en utilisant un spectrophotomètre pour avoir un résultat plus précis. 
Les solutions peuvent être achetées pré-mélangées ou préparées en suivant les directives des normes. Le mélange en lui-même est une solution acide d'hexachloroplatinate de potassium et de chlorure de cobalt(II) avec différents niveaux de dilution.